# 47 Librae
47 Librae är en misstänkt variabel i stjärnbilden Vågen.
47 Librae varierar mellan visuell magnitud +5,89 och 5,96 utan någon fastställd periodicitet. Den befinner sig på ett avstånd av ungefär 770 ljusår.